# گاردن (گروه موسیقی)
گاردن (به انگلیسی: The Garden) گروهٔ موسیقی راک تجربی آمریکایی مستقر در شهرستان اورنج، کالیفرنیا می‌باشد که در سال ۲۰۱۱ توسط برادران دوقلو وایت و فلچر شیرز به‌وجود آمد. این گروهٔ موسیقی دونفره اولین آلبومشان در سال ۲۰۱۳ را تحت عنوان زندگی و اوقات یک گیره کاغذ منتشر نمودند و در پی آن چند انتشار کوچک‌تر نیز بیرون دادند.